# كيفن كيرن
كيفن كيرن (بالإنجليزية: Kevin Kern) هو عازف بيانو وملحن أمريكي، ولد في 22 ديسمبر 1958 في ديترويت في الولايات المتحدة.

## وصلات خارجية
- كيفن كيرن على موقع ميوزك برينز (الإنجليزية)
- كيفن كيرن على موقع ديسكوغز (الإنجليزية)